# Hans Tichy (Maler)

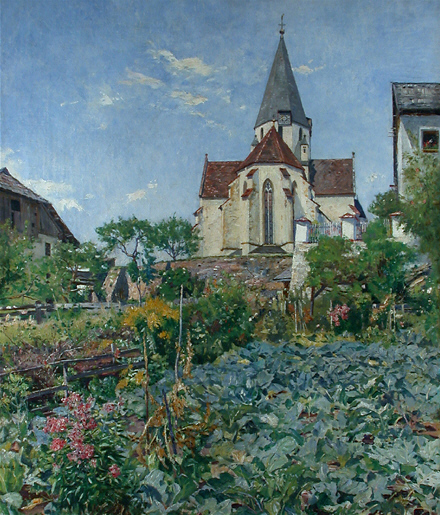
Hans Tichy: Garten und Kirche in Murau, vor 1895

Hans Tichy (* 27. Juli 1861 in Brünn; † 28. Oktober 1925 in Wien) war ein österreichischer Maler und wirkte als Professor an der Wiener Akademie der Bildenden Künste.

## Leben
Hans Tichy studierte 1880 bis 1884 an der Wiener Akademie der Bildenden Künste bei Christian Griepenkerl und August Eisenmenger. Bis 1889 war er Schüler von Leopold Carl Müller, auch Orient-Müller genannt, und erhielt im Jahr darauf ein einjähriges Stipendium in Rom (das Kenyon-Reisestipendium). Nachdem er von 1899 bis 1913 als Lehrer an der Kunstschule für Frauen und Mädchen in Wien tätig gewesen war, bekam er im Oktober 1914 den Ruf als ordentlicher Professor an die Wiener Akademie. Er wurde am Sieveringer Friedhof bestattet.
Hans Tichy war Mitglied im Deutschen Künstlerbund.

## Auszeichnungen
- 1896: Kleine goldene Staatsmedaille
- 1908: Reichel-Preis